# عبد الله اليونيني
عَبْدُ اللهِ بنِ عُثْمَانَ بنِ جَعْفَرٍ اليُوْنِيْنِيُّ، أحد علماء أهل السنة والجماعة ومن أعلام التصوف السني في القرن السابع الهجري، قال عنه الذهبي: «الزَّاهِدُ العَابِدُ أَسَدُ الشَّامِ»، وقال عنه ابن كثير: «كان من الصالحين الكبار المشهورين بالعبادة والرياضة والأمر بالمعروف والنهي عن المنكر، له همّة عالية في الزهد والورع، بحيث أنه كان لا يقتنى شيئًا ولا يملك مالاً ولا ثيابًا، وكان لا ينقطع عن غزاة من الغزوات، وكانت له أحوال ومكاشفات صالحة وكرامات كثيرة جدًا». أصله من بلدة يونين (إحدى قرى بعلبك في لبنان)، و له زاوية هناك يُقصد فيها للزيارة.

## صفاته
نقل الذهبي عن صفاته فقال عنه: «كان شيخًا طويلاً مهيبًا شجاعًا حاد الحال، كان يقوم نصف الليل إلى الفقراء، فمن رآه نائمًا - وله عصا اسمها العافية - ضربه بها، ويحمل القوس والسلاح، ويلبس قبعًا من جلد ماعز بصوفه، وكان أمّارًا بالمعروف لا يهاب الملوك، حاضر القلب، دائم الذّكر، بعيد
الصّيت، وكان يغزو كثيراً. وكان لا يقوم لأحد تعظيمًا لله ولا يدّخر شيئًا. له ثوب خام، ويلبس في الشتاء فروة، وقد يؤثر بها البرد، وكان ربما جاع ويأكل من ورق الشجر». وقال سبط الجوزي: «كان الشيخ شجاعًا ما يبالي بالرجال قلّوا أو كثروا، وكان قوسه ثمانين رطلاً، وما فاتته غزاة».

## وفاته
لمّا كان يوم الجمعة 10 ذو الحجة من عام 617 هـ، صلى الشيخ عبد الله اليونيني صلاة الجمعة بجامع بعلبك، ولما انصرف من الصلاة قال للشيخ داود المؤذن، وكان يغسّل الموتى) فقال له: «ويحك يادواد انظر كيف تكون غدًا»، ثم صعد الشيخ إلى زاويته، فبات يذكر الله تلك الليلة، ويتذكر أصحابه ويدعو لهم، فلمّا دخل وقت الصبح صلّى بأصحابه، ثم استند يذكر الله وفي يده سبحة، فمات وهو كذلك جالس لم يسقط، ولم تسقط السبحة من يده. فنُحّي وغُسّل وكُفّن وصُلّي عليه، ودُفن تحت اللوزة التي كان يجلس تحتها. وكانت وفاته يوم السبت 11 ذو الحجة الموافق 6/ 2/ 1221، وقد جاوز ثمانين سنة.